# 金英蘭
金英蘭（1956年8月19日—），韓國女演員。

## 演出作品

### 電視劇
- 1983年：MBC《朝鮮王朝五百年－楸洞宮大人》飾演 元敬王后
- 1985年：MBC《朝鮮王朝五百年－風蘭》飾演 鄭蘭貞
- 1994年：KBS《韓明澮》
- 1996年：KBS《銀河水》
- 1999年：MBC《美麗的陽光》飾演 韓恩玉
- 2004年：KBS《小蓋子》飾演 文聖子
- 2002年：SBS《女人天下》飾演 許草希
- 2002年：KBS《張禧嬪》飾演 淑安公主
- 2003年：MBC《我的麻煩男友》
- 2003年：MBC《1%的可能性》飾演 鄭美貞
- 2003年：MBC《可愛的女人》
- 2004年：KBS《美麗的誘惑》
- 2004年：SBS《小島老師》
- 2004年：SBS《最後的舞請與我一起》飾演 朴女士
- 2005年：MBC《第5共和國》
- 2005年：SBS《老天爺啊！給我愛》飾演 奉恩智
- 2006年：KBS《那女人的選擇》飾演 池善英
- 2007年：MBC《文熙》飾演 方淑熙
- 2008年：MBC《愛的謊言》飾演 周愛淑
- 2009年：SBS《兩個妻子》飾演 吳達子
- 2010年：MBC《粉紅色口紅》飾演 鄭海實
- 2010年：SBS《人生多美麗》飾演 慶修母親（特別演出）
- 2011年：KBS《甜蜜的心跳》飾演 林真淑
- 2012年：tvN《黃色福壽草》飾演 韓慶淑
- 2012年：KBS《順藤而上的你》飾演 韓漫熙
- 2012年：MBC《兒子傢伙們》飾演 鄭女士
- 2012年：MBC《彷彿愛過》飾演 金明子
- 2013年：tvN《瘋狂愛情》飾演 高有晶
- 2013年：MBC《歐若拉公主》飾演 安娜
- 2013年：MBC《握住我的手》飾演 姜愛純
- 2014年：JTBC《山蒜醬湯：12年後的重逢》飾演 呂三淑
- 2014年：MBC《狎鷗亭白夜》飾演 吳月蘭
- 2015年：MBC《最佳戀人》飾演 具艾萱
- 2016年：SBS《愛情來了》飾演 楊福順
- 2020年：MBC《我的燦爛人生》飾演 趙恩琳

### 電影
- 1979年：《家庭煮夫》
- 1980年：《在一次討厭80》（直譯）